# Joppa Flats Education Center

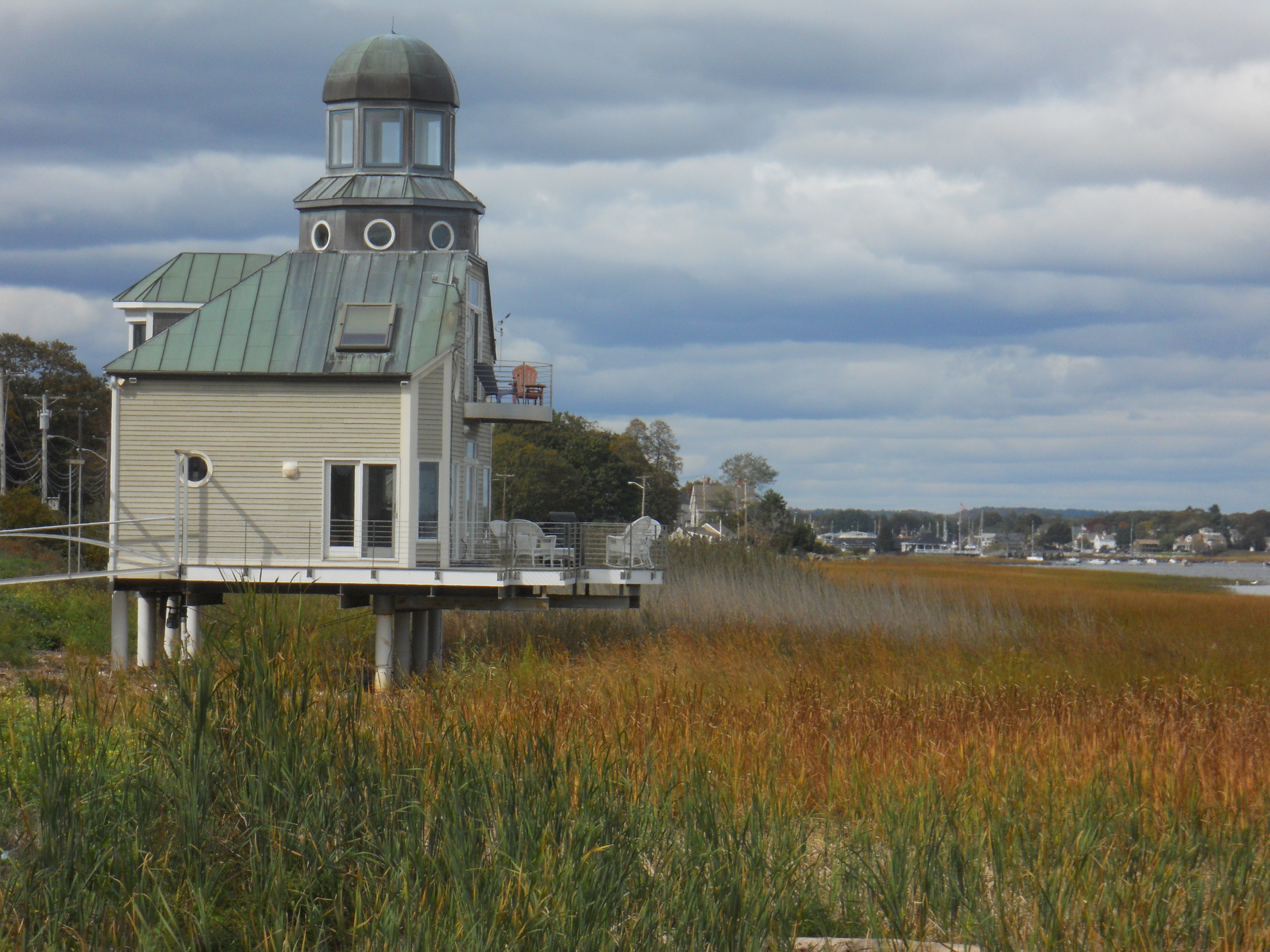
Ein Wohnhaus in Joppa Flats

Das Joppa Flats Education Center ist ein Ausbildungszentrum der Massachusetts Audubon Society in der gleichnamigen Ebene bei Newburyport im Bundesstaat Massachusetts der Vereinigten Staaten. Das Areal umfasst mehrere, nicht miteinander verbundene Einzelbereiche mit einer Fläche von insgesamt 52 Acres (21 ha).

## Ausbildungszentrum
Das Zentrum befindet sich in der Nähe des Eingangs zum benachbarten Parker River National Wildlife Refuge in unmittelbarer Nähe des Merrimack River. Es wird von der Audubon Society genutzt, um Besuchern mit geführten Touren durch unterschiedliche Lebensräume der Region – Salzwiesen, Wattgebiete, Flüsse, Buchten und Küstengewässer – die Natur näher zu bringen. Ebenso werden regelmäßig Kunstausstellungen und Programme zur Suchtberatung organisiert. Das gesamte Jahr über können Wildtiere beobachtet werden, die sich am unteren Merrimack River und im Ästuar auf Plum Island aufhalten. Jedes Jahr werden im Schutzgebiet mehr als 300 Vogelarten gezählt.